# Argut
Argut (oficialment Argut-Dessous) és un municipi occità de Comenge, a Gascunya, administrativament situat en el departament de l'Alta Garona, a la regió d'Occitània.